# Galleria nazionale slovacca
La Galleria nazionale slovacca (in slovacco: Slovenská národná galéria, abbreviato SNG) è la massima istituzione statale slovacca nel campo della storia dell'arte, delle collezioni e della ricerca scientifica in campo artistico. Ha sede a Bratislava. La Galleria nazionale slovacca è stata impegnata nella digitalizzazione del patrimonio culturale slovacco, il cui contenuto è disponibile sul portale  Slovakiana.

## Storia
La Galleria nazionale slovacca è stata fondata nel 1943, durante l'esistenza della Prima repubblica slovacca. Tuttavia questa fondazione non ebbe attuazione fino a dopo la Seconda guerra mondiale e dopo il colpo di stato comunista del 1948, quando fu approvata la legge del Consiglio nazionale slovacco n. 24 del 29 luglio 1948. La fondazione fu sostenuta soprattutto dal poeta, giornalista e scrittore Laco Novomeský, che a quel tempo era commissario della scuola, della scienza e dell'arte. La guida della galleria fu inizialmente affidata a un comitato di sei membri (Vladimír Wagner, Miloš Jurkovič, Ján Mudroch, Jozef Kostka, Milan Škorupa, Jaroslav Dubnický e Alžbeta Güntherová-Mayerová). La prima riunione del comitato si tenne il 7 gennaio 1949. La prima mostra fu allestita nel 1949: si trattava dell "Mostra di quadri degli antichi maestri dalle collezioni della Galleria nazionale slovacca", di cui furono curatrici la Güntherová-Mayerová e Ľudmila Kraskovská. Era una mostra itinerante, che fece tappa anche a Partizánske, Martin e Košice.

### Sede
Il 14 febbraio 1950 vide l'inizio dell'attività degli uffici. Si trattava di un ufficio con due impiegati amministrativi in due stanze con un inventario di base di circa 500 libri (in maggioranza donati dalla Biblioteca universitaria) e circa 500 opere d'arte, provenienti dal Museo nazionale slovacco e dal Commissariato della scuola, della scienza e dell'arte.
La Galleria nazionale slovacca è attualmente costituita da un complesso di edifici costituito principalmente dalla cosiddetta Caserma d'acqua e dalla nuova ala frontale. La caserma d'acqua fu costruita come residenza quadrata barocca a quattro ali della polizia municipale sulla riva del Danubio negli anni 1759-1763 su progetto degli architetti Giovanni Battista Martinelli e Franz Anton Hillebrandt. Nel 1940/1941 l'ala anteriore della caserma fu demolita durante la modifica della Caserma d'acqua. La Caserma d'acqua fu originariamente adattata per la Galleria nazionale slovacca dal 1950 al 1955, in seguito rinnovate e integrate con una moderna (controversa) estensione tra il 1969 e il 1977 secondo il progetto dell'architetto Vladimír Dedeček.
A metà gennaio 2016 si è iniziata la ricostruzione, l'ammodernamento e il completamento dell'edificio della Galleria nazionale slovacca. Il costo del progetto è fissato a 45,6 milioni di euro.

## Collezioni
- Pablo Picasso
- Andy Warhol
- Anton Jasusch
- Ladislav Medňanský
- Martin Benka
- Miloš Alexander Bazovský
- Ľudovít Fulla
- Mikuláš Galanda
- Ján Koniarek
- Koloman Sokol